# Martin Cummins
Martin Cummins (North Delta, 28 novembre 1969) è un attore canadese.
È noto per il suo ruolo di Ames White in Dark Angel (2001-2002) e dello sceriffo Tom Keller nella serie TV Riverdale (2017-2023).

## Vita e carriera
Cummins andò alla Seaquam Secondary School nella città di North Delta, Columbia Britannica in Canada. Ha frequentato il Vancouver Actors Studio dove si è formato con Mel Tuck, un pioniere molto rispettato del teatro canadese. Uno dei suoi primi ruoli significativi è stato l'ospite della serie di varietà teen Pilot One su CBC Television. 
Cummins ha recitato in numerosi show televisivi americani e canadesi prima di interpretare il personaggio di Nick Boyle nella serie MGM Poltergeist, che è stato girato a Vancouver, alla fine degli anni '90. Ha usato i soldi e le risorse che ha guadagnato lavorando alla serie per finanziare e gestire il suo film We All Fall Down, basato sugli eventi della sua vita dopo la morte di sua madre.
Le altre apparizioni di Cummins includono le serie TV e i film Quando chiama il cuore, Andromeda, 4400, Dice, Venerdì 13 parte VIII - Incubo a Manhattan, Kyle XY, Smallville, Stargate SG-1, Life as We Know It, Live Once, Die Twice, UnREAL, Omen IV - Presagio infernale, Devour. In questo film ha recitato insieme a Jensen Ackles di Dark Angel.
Cummins ha vinto un Genie Award per la performance di un attore in un ruolo di supporto nel 2000 per Love Come Down.  Nel 2011 ha iniziato un ruolo ricorrente come Thomas sulla ABC serie V. Ha interpretato Carroll McKane nel film horror-thriller di Gary Sherman 39: A Film di Carroll McKane. A partire dal 2017, Cummins è apparso nelle serie Quando chiama il cuore e Riverdale.

## Filmografia parziale

### Cinema
- Venerdì 13 parte VIII - Incubo a Manhattan (Friday the 13th part VIII: Jason Takes Manhattan), regia di Rob Hedden (1989)
- Omen IV - Presagio infernale (Omen IV: The Awakening), regia di Jorge Mon4tesi e Dominique Othenin-Girard (1991)
- Devour - Il gioco di Satana (Devour), regia di David Winkler (2005)
- Cold Zone - Minaccia ghiacciata (Cold Zone), regia di John MacCarthy  (2017)

### Televisione
- Danger Bay - serie TV, episodi 4x08, 5x05 (1987-1988)
- Neon Rider - serie TV, 3 episodi (1990-1993)
- Street Justice - serie TV, episodio 2x02 (1992)
- Il commissario Scali (The Commish) - serie TV, episodio 2x11 (1992)
- Highlander - serie TV, episodio 2x21 (1994)
- M.A.N.T.I.S - serie TV, 3 episodi (1994)
- Poltergeist (Poltergeist: The Legacy) – serie TV, 87 episodi (1996-1999) - Nick Boyle
- Oltre i limiti (The Outer Limits) - serie TV, episodi 5x22, 6x20 (1999-2000)
- Level 9 - serie TV, episodio 1x06 (2000)
- Strange Frequency - serie TV, episodio 1x08 (2001)
- Dice - miniserie televisiva, regia di Rachel Talalay (2001)
- Dark Angel - serie TV, 21 episodi (2001-2002) - Ames White
- Smallville – serie TV, 3 episodi (2002-2004)
- Stargate SG-1 - serie TV, episodio 6x18 (2003)
- Jake 2.0 - serie TV, episodio 1x06 (2003)
- Black Sash - serie TV, 3 episodi (2003)
- Andromeda - serie TV, episodio 4x10 (2004)
- Life as We Know It - serie TV, 4 episodi (2004)
- The Mountain - serie TV, 4 episodi (2004)
- Klinnaskully - serie TV, episodio 2x07 (2005)
- Reunion - serie TV, episodi 1x06-1x07 (2005)
- The Collector - serie TV, episodio 3x11 (2006)
- The 4400 - serie TV, 4x05-4x06 (2007)
- Kyle XY – serie TV, 14 episodi (2007-2008)
- Defying Gravity - Le galassie del cuore (Defying Gravity) - serie TV, episodio 1x05 (2009)
- Fringe - serie TV, episodio 2x12 (2010)
- Shattered - serie TV, 11 episodi (2010-2011)
- V – serie TV, 6 episodi (2011)
- Sanctuary - serie TV, episodio 4x04 (2011)
- Eureka - serie TV, 4 episodi (2011-2012)
- Radio Rebel, regia di Peter Howitt – film TV (2012)
- The Killing – serie TV, episodio 2x04 (2012)
- True Justice - serie TV, 3 episodi (2012)
- Bates Motel - serie TV, episodi 2x03-2x04 (2014)
- Buddy - Il pastore di Natale (The Christmas Shepherd), regia di Terry Ingram - film TV (2014)
- Quando chiama il cuore (When Calls the Heart) - serie TV, 91 episodi (2014-2019) - Harry Gowen
- The Whispers - serie TV, 6 episodi (2015)
- UnREAL - serie TV, 6 episodi (2015-2016)
- Una madre lo sa (A Mother's Suspicion), regia di Paul Shapiro – film TV (2016)
- Emma Fielding Mysteries - serie TV, episodio 1x01 (2017)
- Riverdale – serie TV, 65 episodi (2017-2023) - Tom Keller
- Away - serie TV, 6 episodi (2020)

## Doppiatori italiani
Nelle versioni in italiano dei suoi lavori, Martin Cummins è stato doppiato da:
- Massimo Lodolo in Dark Angel[1],  Devour - Il gioco di Satana[2]
- Giorgio Borghetti in Venerdì 13 parte VIIII - Incubo a Manhattan[3]
- Sandro Acerbo in Poltergeist[4]
- Francesco Bulckaen in Smallville[5]
- Riccardo Rossi in Life as We Know It[6]
- Loris Loddi in Kyle XY (ep.2x01-2x02)[7]
- Christian Iansante in Kyle XY (ep. 2x15-23)[7]
- Donato Sbodio in Shattered[8]
- Daniele Barcaroli in Radio Rebel[9]
- Francesco Pezzulli in The Killing[10]
- Andrea Lavagnino in Quando chiama il cuore[11]
- Raffaele Palmieri in Riverdale[12]
- Alberto Angrisano in Away[13]